# Сардинка жовтосмуга
Сардинка жовтосмуга (Sardinella gibbosa) — вид костистих риб родини Оселедцеві (Clupeidae).

## Поширення
Поширена в Індійському і на заході Тихого океану. Мешкає серед коралових рифів на глибині 10-70 м.

## Опис
Сардинка жовтосмуга — невеличка рибка, максимальна довжина якої 15-17 см. Живе до 7 років. Має відносно струнке тіло і середню кількість зябрових тичинок.

## Живлення
Живиться фіто- і зоопланктоном (ракоподібні і личинки молюсків). Молодь живиться переважно рачками.

## Господарське значення
Сушена сардинка особливо популярна на корейських ринках. Ця риба продається як сушений оселедець у Кореї, Англії, Швеції та Канаді. Ця риба є важливою у галузі рибальства у деяких районах Індії і по всій Південно-Східній Азії.